# Cassieae
Cassieae es una tribu de plantas de la subfamilia Caesalpinioideae de las leguminosas (Fabaceae).
Presentan hojas paripinnadas o imparipinnadas. El cáliz es dialisépalo. El androceo presenta de 2 a 10 estambres con anteras basifijas y con dehiscencia poricida, o bien, dehiscente por breves ranuras apicales. Este tipo de anteras requiere polinización por zumbido. A menudo presentan estaminóideos.

## Clasificación
Presenta las siguientes subtribus y géneros:
- Subtribu Cassiinae, (DC.) Wight & Arn., Prodr. Fl. Ind. Orient., 280, 1834
  - Géneros: Cassia - Chamaecrista - Senna
- Subtribu Ceratoniinae, H.S.Irwin & Barneby, Advances Legume Syst., Part 1, 1: 98, 1981 
  - Géneros: Ceratonia
- Subtribu Dialiinae H.S.Irwin & Barneby,  Advances Legume Syst.,  1: 100, 1981
  - Géneros: Androcalymma - Apuleia - Baudouinia - Dialium - Dicorynia - Distemonanthus - Eligmocarpus - Kalappia - Koompassia - Martiodendron - Mendoravia - Storckiella - Zenia
- Subtribu Duparquetiinae
  - Géneros: Duparquetia
- Subtribu Labicheinae H.S.Irwin & Barneby, Advances in Legume System., Part 1, 1: 106, 1981 
  - Géneros: Labichea - Petalostylis